# 1972年夏季奥林匹克运动会射击比赛
1972年夏季奥林匹克运动会射击比赛在西德慕尼黑举行。

## 赛事
| 項目                   | 金牌                        | 银牌                              | 铜牌                      |
| 自由手槍 （詳細）      | 朗纳·斯卡诺克（瑞典）       | 达恩·尤加（罗马尼亚）             | 鲁道夫·多林格（奥地利）   |
| 速射手槍 （詳細）      | 约瑟夫·扎彭兹基（波兰）     | 拉吉斯拉夫·法尔塔（捷克斯洛伐克） | Viktor Torshin（苏联）    |
| 移動靶 （詳細）        | 亚基夫·热列兹尼亚克（苏联） | 赫尔穆特·贝林罗特（哥伦比亚）     | 约翰·基诺克（英国）       |
| 步槍臥射 （詳細）      | Ri Ho-jun（朝鲜）           | Vic Auer（美国）                  | 尼古拉·罗塔鲁（罗马尼亚） |
| 50米步槍三姿 （詳細）  | 约翰·赖特（美国）           | 兰尼·巴沙姆（美国）               | 维尔纳·利波尔特（东德）   |
| 300米步槍三姿 （詳細） | 洛尼斯·威格尔（美国）       | Boris Melnik（苏联）              | 保普·拉约什（匈牙利）     |
| 定向飛靶 （詳細）      | 安杰洛·斯卡尔佐内（意大利） | Michel Carrega（法国）            | 西尔瓦诺·巴萨尼（意大利） |
| 不定向飛靶 （詳細）    | 康拉德·维恩希尔（西德）     | Yevgeni Petrov（苏联）            | 米夏埃尔·布赫海姆（东德） |

## 参赛国家
| - 阿尔巴尼亚（4） - 阿根廷（5） - （4） - 奥地利（7） - 巴巴多斯（2） - 比利时（6） - 伯利兹（1） - 玻利维亚（6） - 巴西（4） - 保加利亚（5） - 加拿大（10） - 智利（2） - 哥伦比亚（10） - 哥斯达黎加（1） - 古巴（8） - 捷克斯洛伐克（8） - 丹麦（7） |  | - （2） - 东德（9） - 萨尔瓦多（4） - 芬兰（10） - 法国（13） - 英国（14） - 希腊（5） - 危地马拉（1） - 香港（1） - 匈牙利（9） - 印度（4） - 爱尔兰（4） - 以色列（2） - 意大利（11） - 日本（6） - （9） - 黎巴嫩（4） - 列支敦士登（2） |  | - 卢森堡（1） - 马来西亚（1） - 马耳他（1） - 墨西哥（10） - 摩纳哥（4） - 蒙古（4） - 荷兰（3） - （1） - 新西兰（4） - 挪威（7） - 朝鲜（3） - 巴拉圭（1） - 秘鲁（2） - 菲律宾（8） - 波兰（13） - 葡萄牙（5） - 波多黎各（8） - 罗马尼亚（10） |  | - 圣马力诺（6） - 韩国（5） - 苏联（14） - 西班牙（9） - 斯里兰卡（1） - （1） - 瑞典（10） - 瑞士（8） - 叙利亚（2） - 中华民国（1） - 泰国（10） - 土耳其（4） - 美国（14） - （6） - 委内瑞拉（2） - 越南（2） - 西德（14） - 南斯拉夫（2） |

## 奖牌榜
| 排名 | 国家／地区   | 金牌 | 银牌 | 铜牌 | 總數 |
| ---- | ------------ | ---- | ---- | ---- | ---- |
| 1    | 美国         | 2    | 2    | 0    | 4    |
| 2    | 苏联         | 1    | 2    | 1    | 4    |
| 3    | 意大利       | 1    | 0    | 1    | 2    |
| 4    | 朝鲜         | 1    | 0    | 0    | 1    |
| 4    | 波兰         | 1    | 0    | 0    | 1    |
| 4    | 瑞典         | 1    | 0    | 0    | 1    |
| 4    | 西德         | 1    | 0    | 0    | 1    |
| 8    | 罗马尼亚     | 0    | 1    | 1    | 2    |
| 9    | 哥伦比亚     | 0    | 1    | 0    | 1    |
| 9    | 捷克斯洛伐克 | 0    | 1    | 0    | 1    |
| 9    | 法国         | 0    | 1    | 0    | 1    |
| 12   | 东德         | 0    | 0    | 2    | 2    |
| 13   | 奥地利       | 0    | 0    | 1    | 1    |
| 13   | 英国         | 0    | 0    | 1    | 1    |
| 13   | 匈牙利       | 0    | 0    | 1    | 1    |